# Wäldi
Wäldi ist eine politische Gemeinde und eine Ortschaft im Bezirk Kreuzlingen des Kantons Thurgau in der Schweiz.
1803 bis 1994 bildeten die Ortsgemeinden Wäldi, Engwilen, Lipperswil und Sonterswil die Munizipalgemeinde Wäldi. Die heutige politische Gemeinde entstand am 1. Januar 1995 aus dem Zusammenschluss der Munizipalgemeinde Wäldi mit ihren vier Ortsgemeinden.

## Geographie
Wäldi liegt am Südhang des Seerückens abseits der Landstrasse Müllheim–Tägerwilen. Zur Gemeinde gehören auch die Ortschaften Engwilen, Gunterswilen (im Jahr 2018 75 Einwohner), Hattenhausen (72 Einw.), Hefenhausen (92 Einw.), Lipperswil und Sonterswil. In Hefenhausen befindet sich der Sitz der Gemeindeverwaltung.
Durch die Gemeinde führt die Autobahn A7 Winterthur–Kreuzlingen, Wäldi hat jedoch keinen eigenen Autobahnanschluss.

## Geschichte

### Prähistorische Siedlung Hohenrain
Die Fundstätte Wäldi-Hohenrain wurde 1931 erstmals wissenschaftlich untersucht. Ab 1955 baute die Ziegelei Berg dort Glimmersand ab, weshalb die Objekte 1972/73 in einer Notgrabung geborgen werden mussten. Die 33'000 Keramikscherben stammen aus der mittleren Bronze- und der Hallstattzeit. Da die hallstattzeitliche praktisch die gesamte mittelbronzezeitliche Schicht überlagerte, konnten die Schichten stratigrafisch nicht getrennt werden. Der wohl grösste mittelbronzezeitliche Grubenkomplex im nördlichen Alpenvorland steht der Hügelgräberkultur im Hegau und im Donautal nahe (14. Jahrhundert vor Christus). Die Keramik der jüngeren Phase wurde schwergewichtig ins 7. Jahrhundert vor Christus datiert.

### Mittelalter und Neuzeit

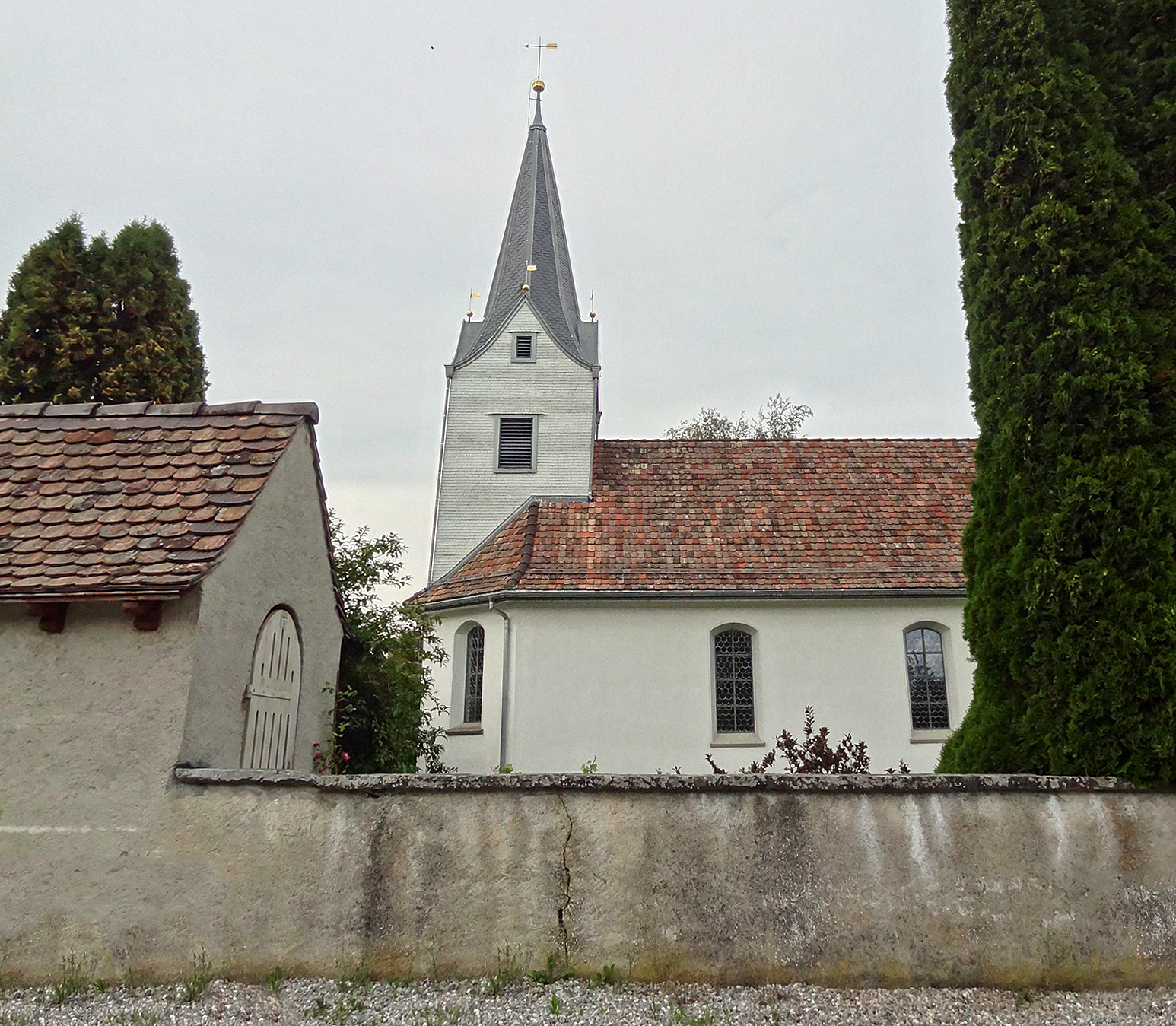
1723 erbaute reformierte Kirche Wäldi

Wäldi wurde 1273 erstmals erwähnt als Weldú. Im Mittelalter lag die Rodungssiedlung Wäldi ausserhalb des bischöflich-konstanzischen Immunitätsgebiets, doch soll der Wald bei Wäldi dem sogenannten Kammerholz des Bischofs entsprochen haben. Bischof Eberhard von Waldburg erwarb den Hof Wäldi 1273 durch Tausch, sein Nachfolger Rudolf von Habsburg-Laufenburg lebte 1282 dort. 1460 bis 1798 gehörte Wäldi als sogenanntes Hohes Gericht zur Gerichtsbarkeit des thurgauischen Landvogts. Der Gemeindebrief datiert von 1627.
Wäldi war teils nach Ermatingen, teils nach Wigoltingen pfarrgenössig. Die Reformierten besuchten bis zum Bau des eigenen Gotteshauses 1723 die Kirche Lipperswil, mit der Wäldi zu Beginn des 21. Jahrhunderts noch als Filiale verbunden war. 1949 kamen Gunterswilen und Hohenrain von Ermatingen zur Kirchgemeinde Wäldi. Die Katholiken gehören seit dem 19. Jahrhundert zur Pfarrei Ermatingen.
In Wäldi wurde in drei Zelgen Korn angebaut, daneben Obstbau und Viehzucht sowie ab der zweiten Hälfte des 19. Jahrhunderts auch Milchwirtschaft betrieben. Die Sennerei eröffnete 1862, die Milchlieferungsgenossenschaft mit Käserei 1887. Wäldi verfügt über ausgedehnte Wälder. Um 1900 bot die Stickerei in Heimarbeit eine Beschäftigung. Von 1969 bis 1989 erfolgte die Güterzusammenlegung. 1995 existierte etwas Gewerbe, Schweinemast und Viehhandel. Die Oberstufenschüler besuchen die Schule in Tägerwilen. Einige Zuzüger leben in einem kleinen Einfamilienhausquartier.
→ siehe auch Abschnitte Geschichte in den Artikeln Engwilen, Lipperswil und Sonterswil

## Wappen
Blasonierung: In Weiss ein rechtsgewendeter roter Löwenkopf.
Das Wappen erinnert an Bischof Eberhard von Waldburg und seinen Nachfolger Rudolf von Habsburg-Laufenburg. Der Löwenkopf gilt diesem Habsburg-Laufenburger, die Farben sind die des Bistums Konstanz. Das von der früheren Ortsgemeinde Wäldi seit 1954 verwendete Wappen wird von der 1995 entstanden politischen Gemeinde Wäldi weiter benutzt.

## Bevölkerung
| Die zur Anzeige dieser Grafik verwendete Erweiterung wurde dauerhaft deaktiviert. Wir arbeiten aktuell daran, diese und weitere betroffene Grafiken auf ein neues Format umzustellen. (Mehr dazu) |

|                     | 1831  | 1850  | 1900  | 1950  | 1990  | 2000  | 2010  | 2018  |
| ------------------- | ----- | ----- | ----- | ----- | ----- | ----- | ----- | ----- |
| Politische Gemeinde |       |       |       |       |       | 970   | 987   | 1061  |
| Munizipalgemeinde   |       | 921   | 861   | 818   | 789   |       |       |       |
| Ortsgemeinde        | 157   | 220   | 223   | 189   | 190   |       |       |       |
| Quelle              | [ 7 ] | [ 7 ] | [ 7 ] | [ 7 ] | [ 7 ] | [ 9 ] | [ 9 ] | [ 9 ] |

Von den insgesamt 1061 Einwohnern der Gemeinde Wäldi im Jahr 2018 waren 205 bzw. 19,3 % ausländische Staatsbürger. 456 (42,10 %) waren evangelisch-reformiert und 238 (22,4 %) römisch-katholisch. Die Ortschaft Wäldi zählte zu diesem Zeitpunkt 335 Bewohner.

## Wirtschaft
Im Jahr 2016 bot Wäldi 328 Personen Arbeit (umgerechnet auf Vollzeitstellen). Davon waren 24,9 % in der Land- und Forstwirtschaft, 13,3 % in Industrie, Gewerbe und Bau sowie 61,8 % im Dienstleistungssektor tätig.

## Sehenswürdigkeiten
Im Mai 2017 wurde auf dem Hohenrain (623 m ü. M.) oberhalb des Dorfes Wäldi der Napoleonturm, ein 40 Meter hoher Aussichtsturm, eröffnet, der mit seinem Namen an einen Belvedere zur Zeit von Prinz Louis Napoléon erinnert. Bekannt ist der Freizeitpark Conny-Land in Lipperswil.

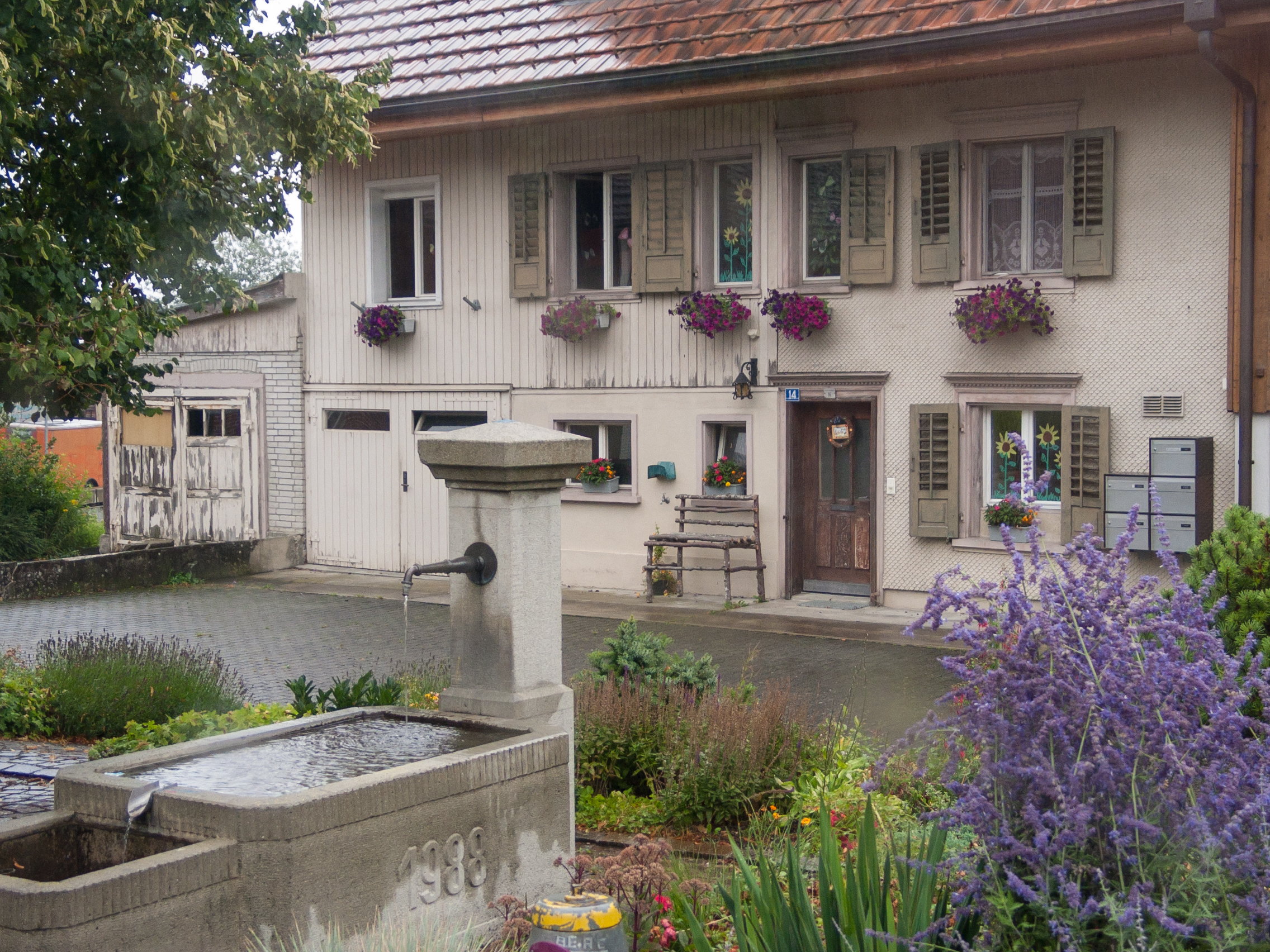
Brunnen und Wohnhaus an der Dorfstrasse in Wäldi
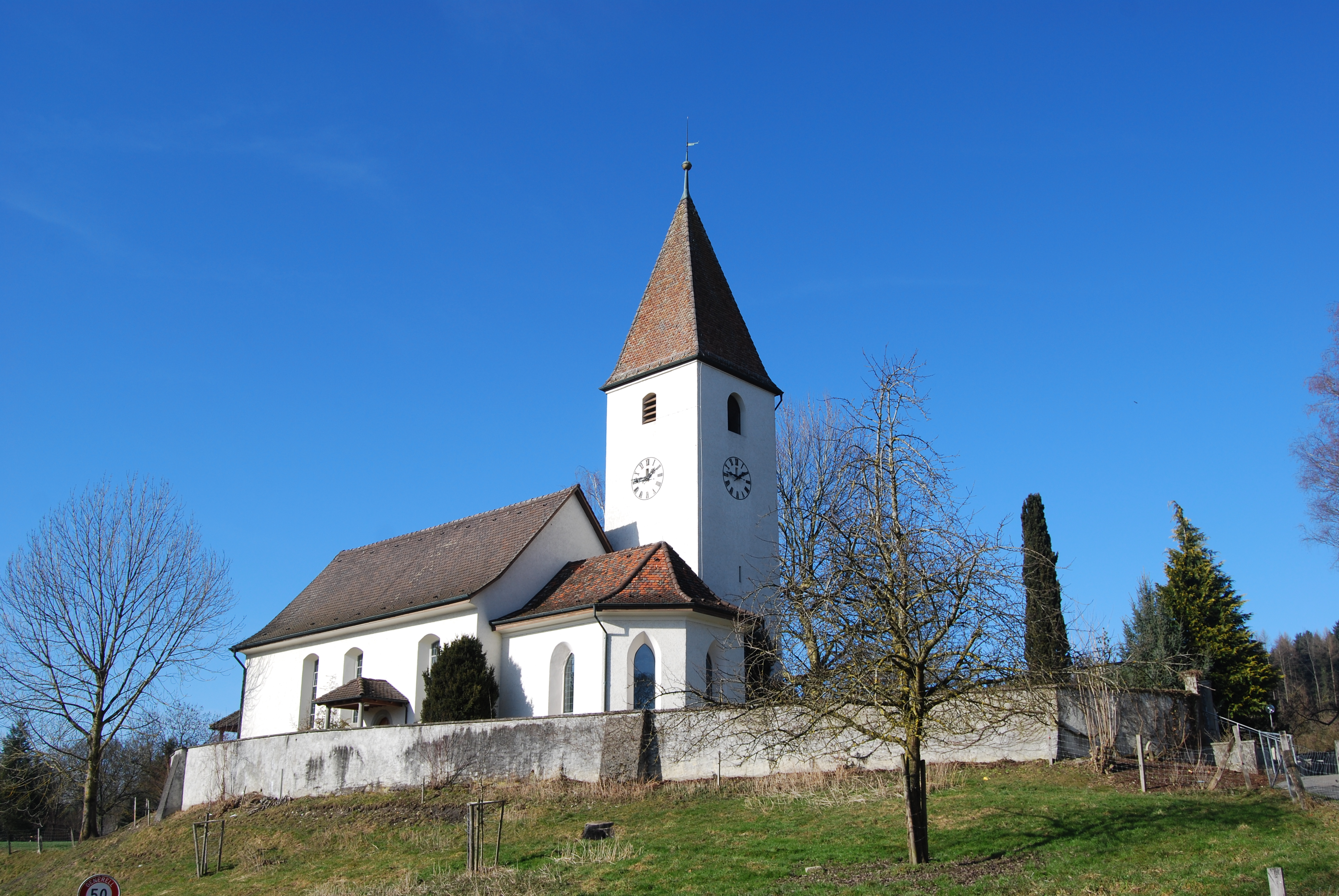
Kirche von Lipperswil
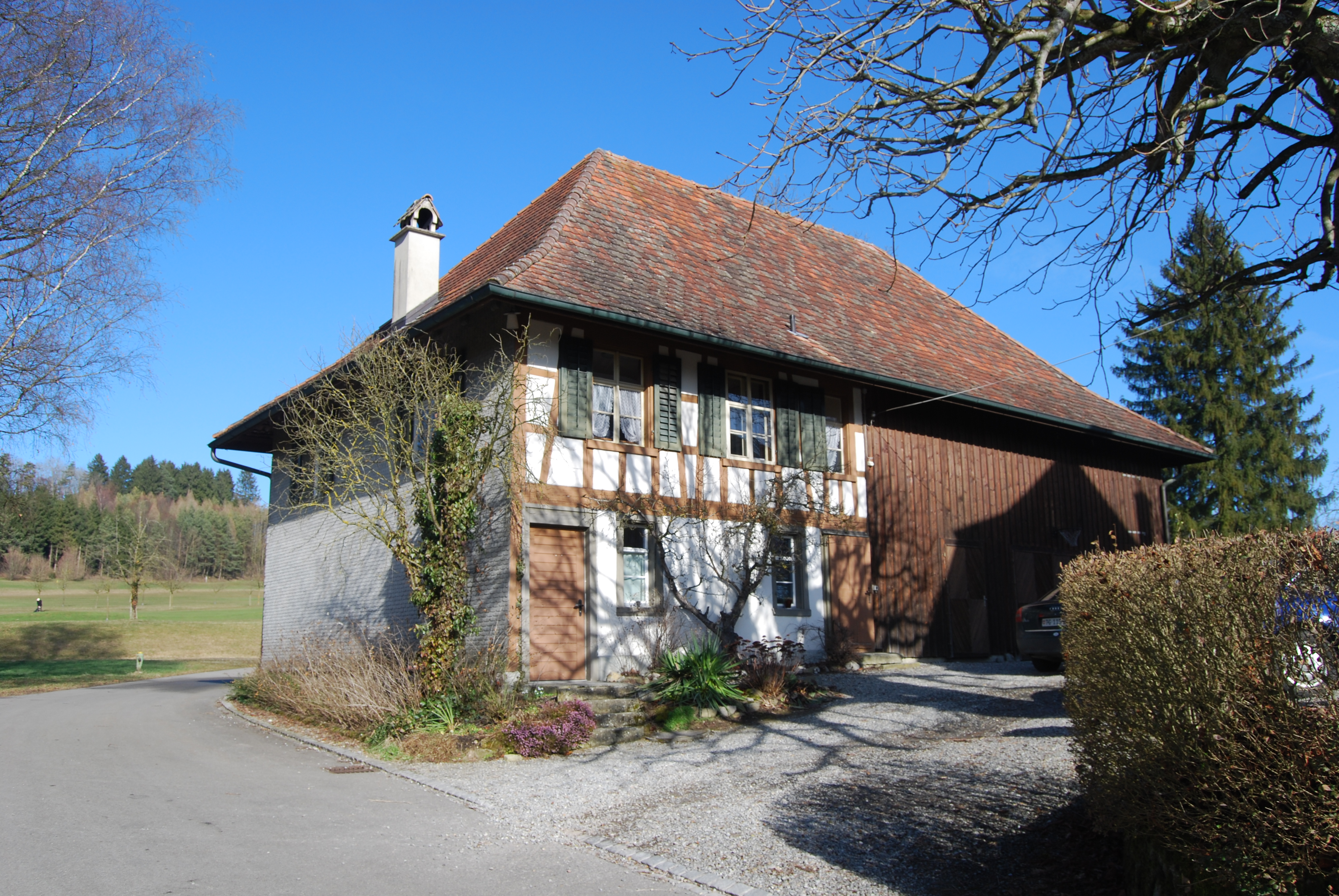
Fachwerkbauernhaus in Lipperswil
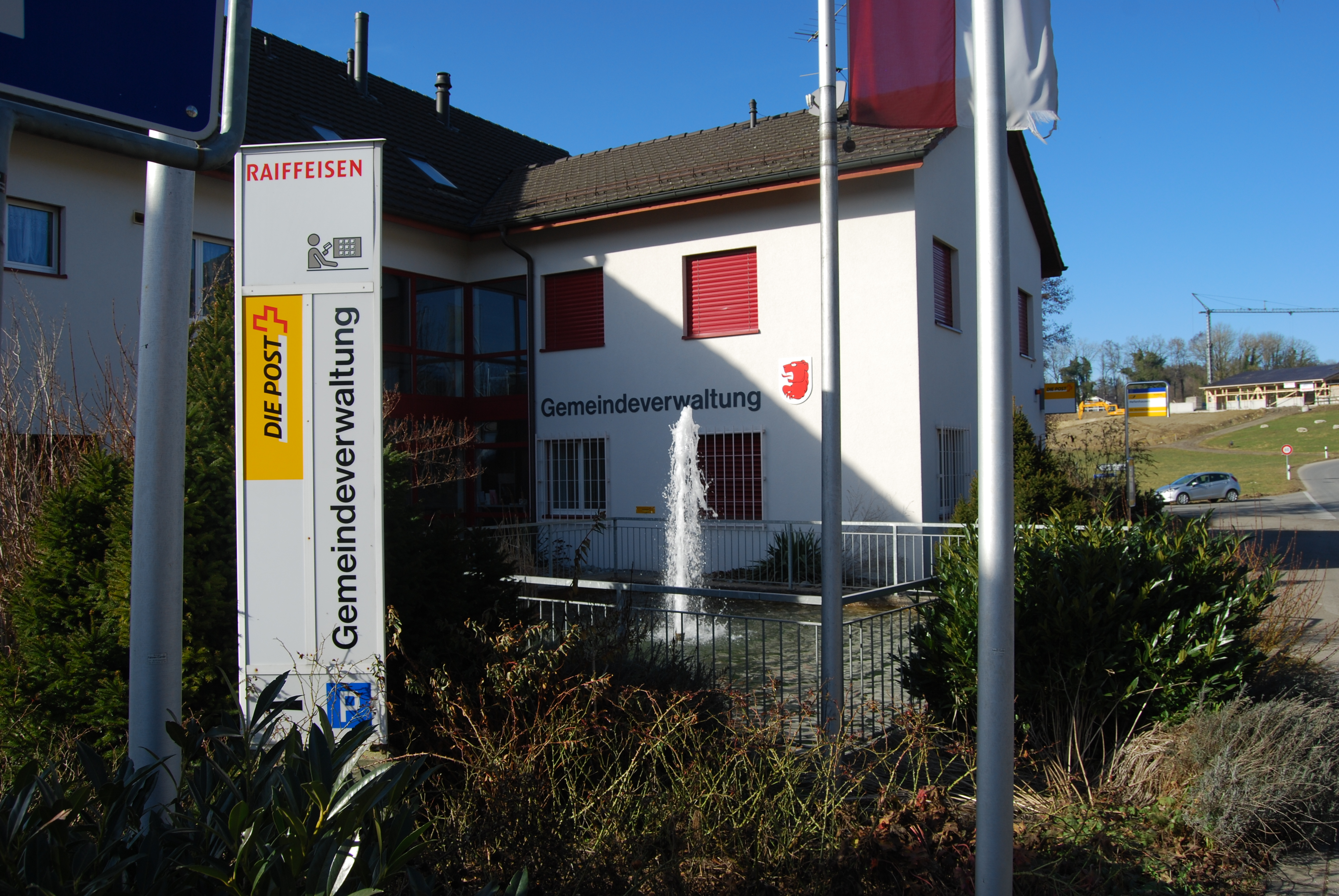
Gemeindehaus Wäldi in Hefenhausen
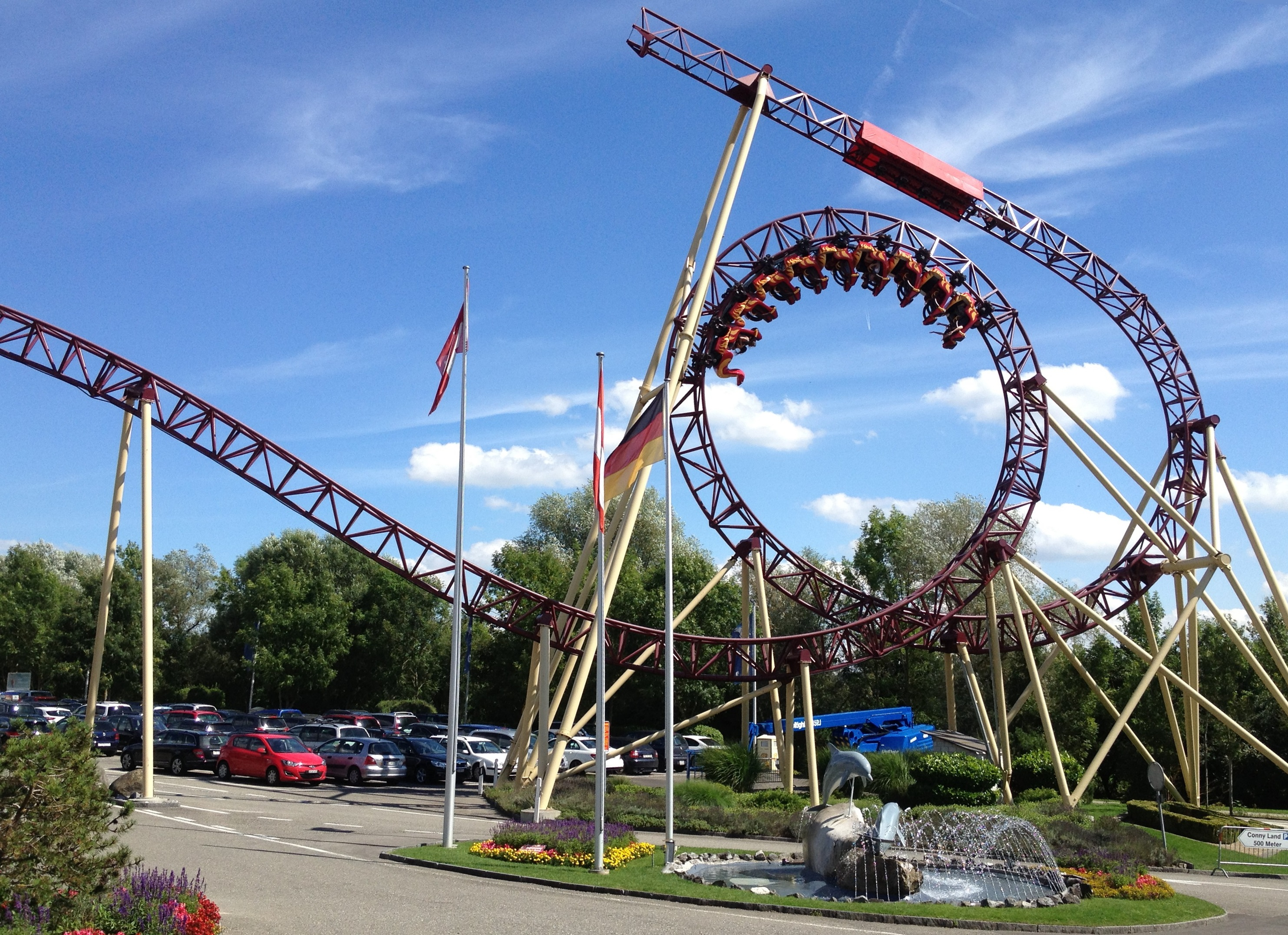
Freizeitpark Conny-Land
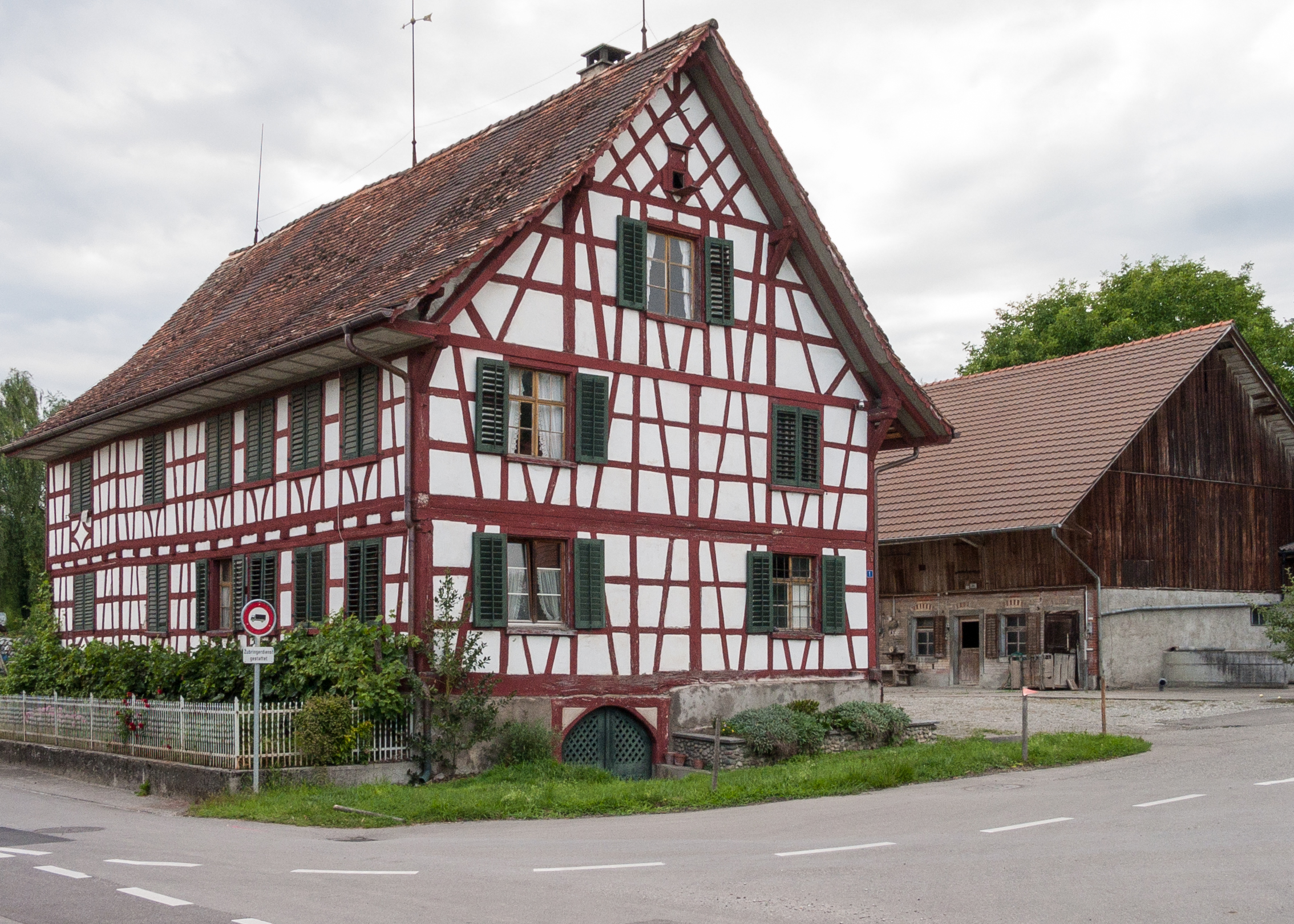
Bauernhaus in Sonterswil
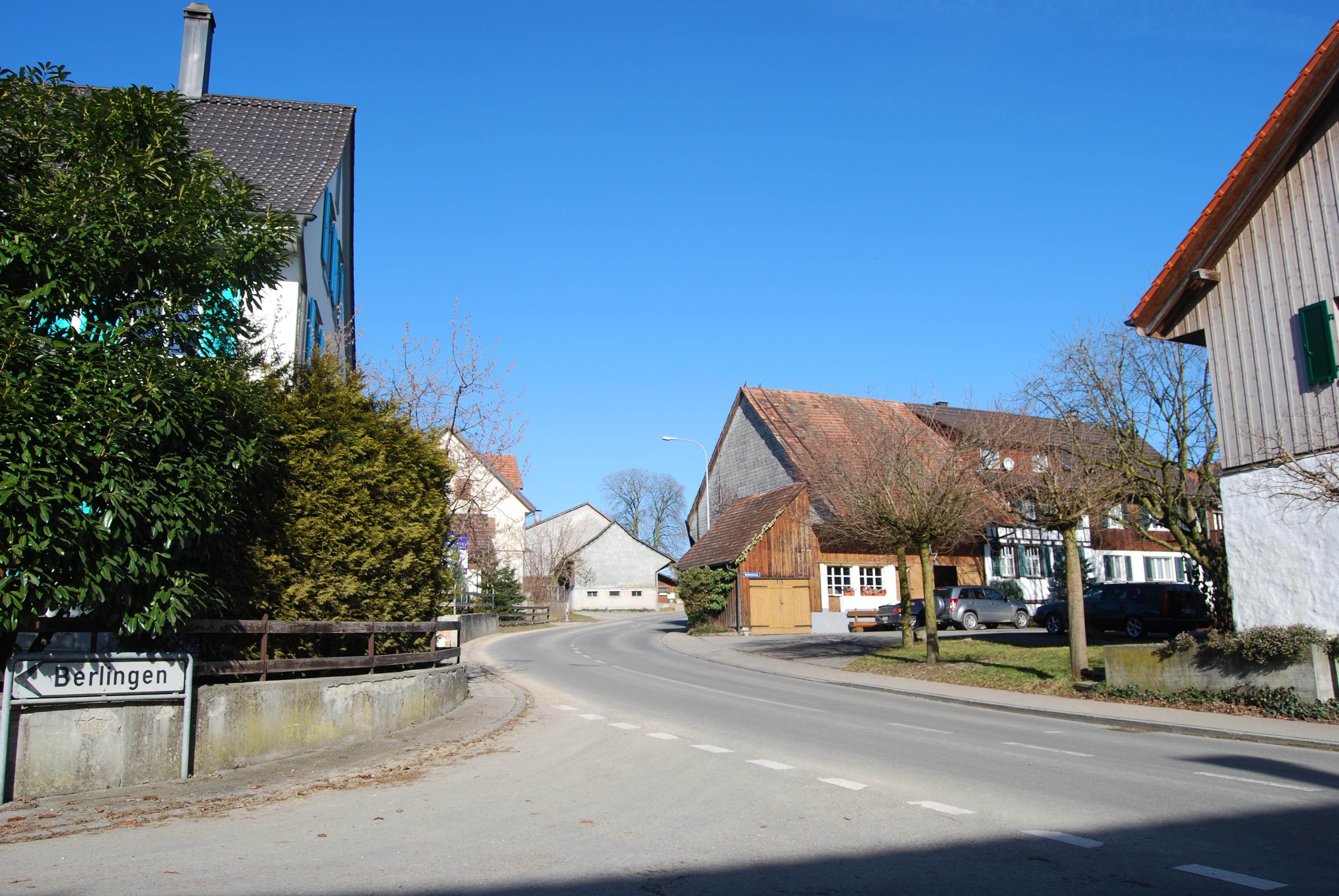
Hattenhausen
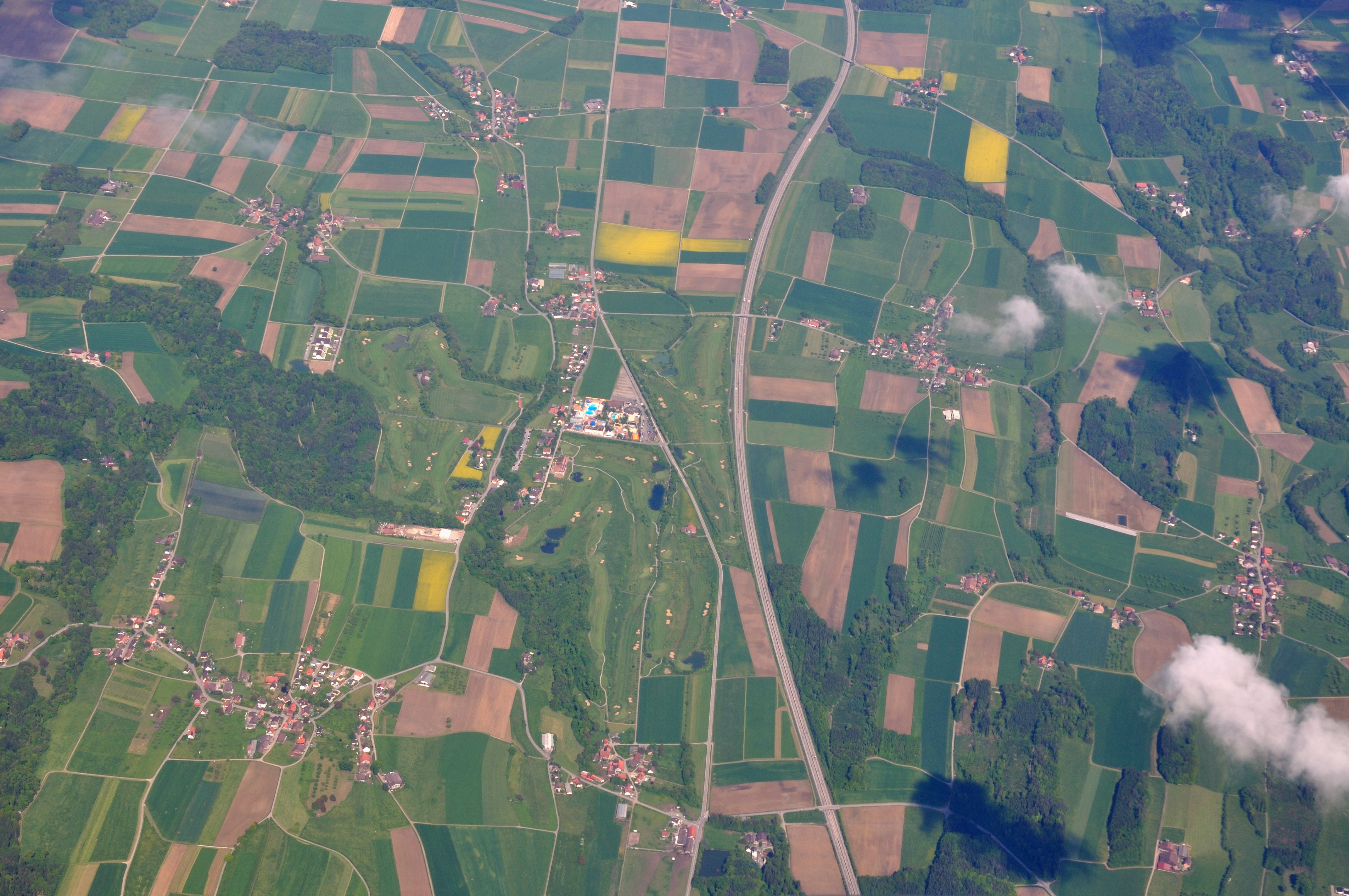
Luftaufnahme vom 21. Mai 2010